# Shen Congwen
Shen Congwen (en xinès tradicional: 沈從文; en xinès simplificat: 沉从文; en pinyin: Chén Cóngwén; Fenghuang, Hunan, 28 de desembre de 1902 — Pequín, 10 de maig de 1988) va ser un escriptor xinès. Va publicar el recull de narracions Petites escenes sota la lluna (1931) i la novel·la La ciutat fronterera (1934). Després de la fundació de la República Popular de la Xina treballà al Museu d'Història.